# Handwritten
 (décembre 2024).
Si vous disposez d'ouvrages ou d'articles de référence ou si vous connaissez des sites web de qualité traitant du thème abordé ici, merci de compléter l'article en donnant les références utiles à sa vérifiabilité et en les liant à la section « Notes et références ».
Albums de Shawn Mendes
The Shawn Mendes EP (en)
(2015) Illuminate
(2016)
Singles
1. Life of the Party
Sortie : 26 juin 2014
2. Something Big
Sortie : 7 novembre 2014
3. Stitches (en)
Sortie : 5 mai 2015

Handwritten est le premier album studio du chanteur et compositeur canadien Shawn Mendes. Il a été publié le 14 avril 2015, via Island Records.
Musicalement, c'est un album de pop rock. Il contient les singles Life of the Party (2014), Something Big (2014) et Stitches (en) (2015). Un autre single, I Know What You Did Last Summer (2015), fait partie d'une seconde version de l'album nommée Handwritten Revisited.